# Bridget Jones: Szalejąc za facetem (film)
Bridget Jones: Szalejąc za facetem (ang. Bridget Jones: Mad About the Boy) – komedia romantyczna z 2025 roku w reżyserii Michaela Morrisa, bazująca na podstawie książki o tym samym tytule. Jest to sequel filmu Bridget Jones 3.

## Fabuła
Bridget znów jest sama. Cztery lata temu Mark zginął podczas misji humanitarnej w Sudanie. Teraz jest samotną matką 9-letniego Billy’ego i 4-letniej Mabel i utknęła w stanie emocjonalnego zawieszenia, wychowując swoje dzieci z pomocą lojalnych przyjaciół, a nawet byłego kochanka, Daniela Cleavera. Naciskana przez swoich przyjaciół - Shazzera, Jude’a i Toma, koleżankę z pracy, Mirandę oraz swoją lekarkę dr. Rawlings - aby wytyczyć nową ścieżkę w życiu i miłości, Bridget postanawia wrócić do pracy, a nawet próbuje aplikacji randkowych.

## Obsada
- Renée Zellweger jako Bridget Jones[6][7]
- Chiwetel Ejiofor jako Mr Scott Walliker[6][7]
- Leo Woodall jako Roxster[6][7]
- Jim Broadbent jako Colin Jones[6][7]
- Gemma Jones jako Pamela Jones[6][7]
- Colin Firth jako Mark Darcy[6][7]
- Hugh Grant jako Daniel Cleaver[6][7]
- James Callis jako Tom[6]
- Shirley Henderson jako Jude[6]
- Sally Phillips jako Sharon "Shazzer"[6][8]
- Sarah Solemani jako Miranda[6]
- Celia Imrie jako Una Alconbury[6]
- Leila Farzad jako Nicolette[6]
- Josette Simon jako Talitha[6]
- Nico Parker jako Chloe[6][7]
- Neil Pearson jako Richard Finch[6]
- Dolly Wells jako Woney[6]
- Claire Skinner jako Magda[6]
- Casper Knopf jako Billy Darcy[6][8]
- Mila Jankovic jako Mabel Darcy[6][8]
- Ian Midlane jako Paul[6]
- Emma Thompson jako dr Rawlings[6][8]
- Isla Fisher jako Rebecca[6][7]
- Joanna Scanlan jako Cathy[6]
- Alessandro Bedetti jako Enzo[6]